# Dual sim

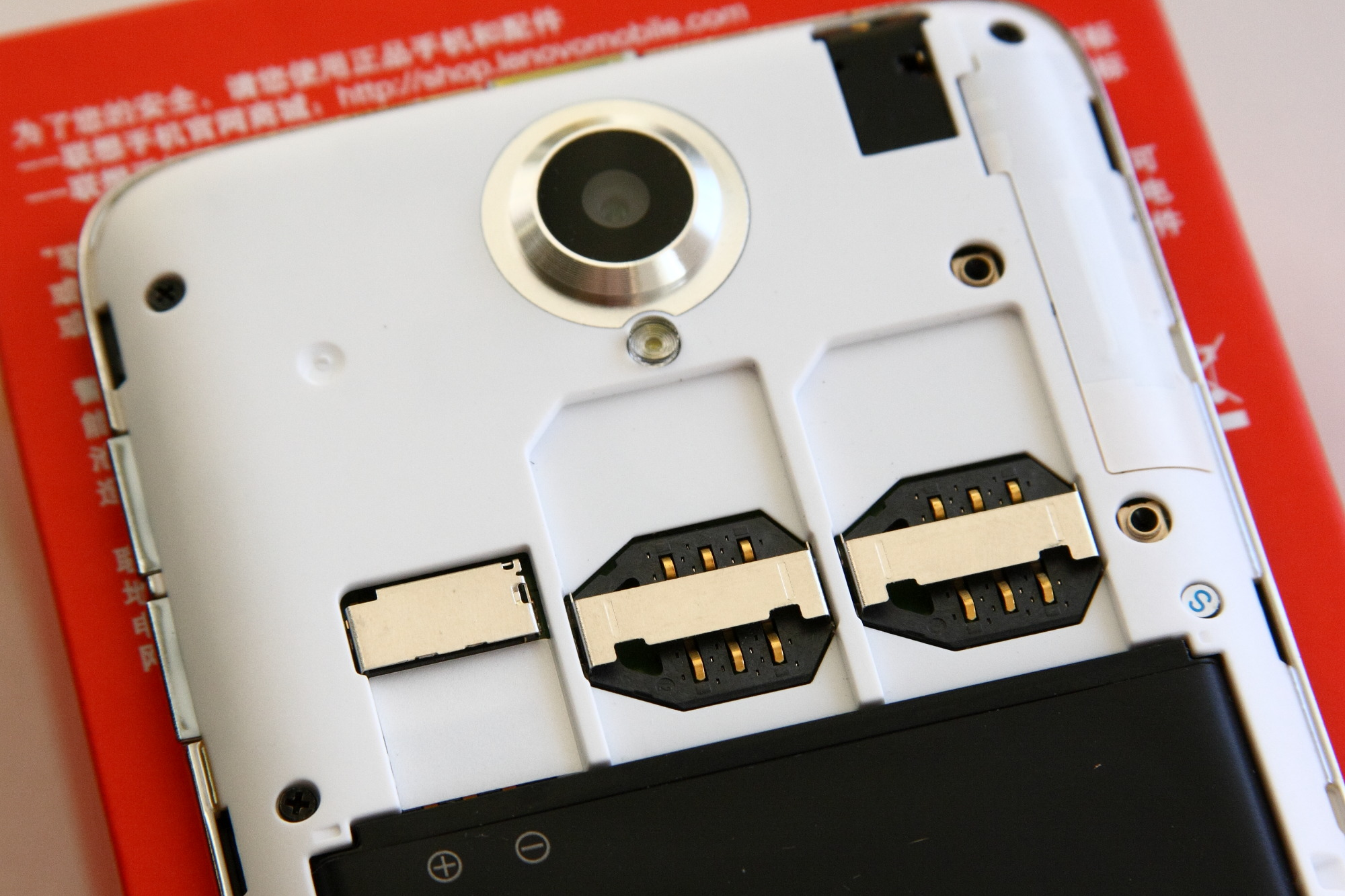
Două sloturi SIM pe spatele unui smartphone Dual SIM

Un telefon Dual SIM este un telefon mobil care poate să dețină două SIM-uri și să le utilizeze în același timp sau pe rând.

## Variante
- Dual SIM Single Standby sau Passive:

Se pot instala două cartele SIM în telefon clasic, însă numai una este activă. Se alege din meniu cartela care doriți să fie pornită.
- Dual SIM Standby/Dual SIM Dual Standby:

Se pot instala două cartele SIM și se pot folosi amândouă simultan atâta timp cât telefonul se află în standby, fără a comuta între ele. Puteți apela și fi apelat pe oricare din ele în orice moment. În convorbire însă, este activ doar sim-ul pe care purtațti convorbirea; dacă cineva vă va apela pe celălalt sim va primi mesaj că telefonul este închis.
- Dual SIM Active/Dual SIM Dual Active/Dual SIM Full Active:

Cele două cartele sunt active simultan în permanență, inclusiv în convorbiri. Dacă vă sună cineva pe simul celălalt în timp ce purtați o convorbire pe un sim, va apărea ca apel în așteptare. La modelele mai avansate veți putea chiar să vă sunați de pe un număr pe celălalt.

## Producător / Modele (selecție)
- Acer (DX900, Liquid E1 Duo, Liquid E2 Duo, Liquid S1 Duo, Liquid Z3 Duo, Liquid Z5 Duo)
- Alcatel One Touch 918D
- Allview (F1 X-perience, T1 Vision, M1 Fusion, M4 Slim, S2 Guld, E1 Tickle, G1 Magic, M2i Chroma, M3 Sincron, S1i Tytan)
- Anycool (D66+, Emgeton Noble 3G, F818, T808)
- Archos Diamond Alpha Plus, 50 Platinum, 50 Neon
- Arirang (AS1201, identisch mit Uniscope U1201; AP121, identisch mit THL W200)
- Asus ZenFone 4, ZenFone 5, ZenFone 6, ZenFone 2 (auch Deluxe), ZenFone 2 Laser, ZenFone Selfie
- Blackview A7, JK890, Crown
- Bluboo Mini, Picasso, Dual, Xfire 2, Edge, Maya Max, S1, S8
- BQ (Aquaris E4, E4.5, E5, E6, Aquaris M4.5, M5, M5.5, Aquaris X5 etc.)
- Caterpillar (CAT B10, CAT B15, CAT B15Q, CAT S60)
- CECT (E2296, 599, 599+, T828+, D998, K800)
- Cubot Rainbow 2, Echo, Note S, Max, GT72, GT90, GT95, One S, P7, P9, P10, S108, S168, S200, S208, S222, S308, Bobby, Zorro 001, X6, X9
- Doogee Mix, X5, X5 Max, X9 Pro, BL5000, BL7000, T5, MINT DG330, PIXEL S DG350, DG550, DG800, Valencia 2 Y100
- Elephone S7, S8, P8000, P9000, P8
- Emporia Telecom (Dual Sim)
- Fairphone
- General Mobile (DST11, DSTW1, DSTL1)
- Gigabyte Technology (G1310, G1315, G1317D)
- Gionee (Elife S7 bzw. Allview X2 Soul Pro)
- Hagenuk (Fono DS 300)
- Homtom HT3, HT7, HT10, HT16, HT17, HT20, HT27
- Huawei (G700, G525, P20, P20 lite, P20 Pro, P9, P9 lite, P8, P8 lite, Honor 3c, Honor 4x, Honor 5x, Honor 6, Honor 6X, Honor 7, Honor 7x, Mate 8, Mate 10, Mate 10 lite, GX8, Honor 8, Honor 8 Pro, Honor 9)
- HTC (Desire V, Desire 600, Desire SV, One M8, U Ultra, U11, U11+, U12+)
- Hyundai (MB-D130, MB-D125, MB-D 5330)
- Leagoo KIICAA Mix, KIICAA Power, T5, M8, Elite 1, T1 Plus
- LeEco Le 2, Le 2 Pro, Le 2 Max, Le Pro 3
- Limex (Dual 4.0)
- LG (V30+, KS660, Optimus Net P698, G4 H818P/N)
- Matsunichi (D520, D620)
- Meizu M3, M3S, M3 Note, M5 Note, MX6, Pro 6, Pro 7, Pro 7 Plus
- Mobistel (EL400, EL560 verschiedene Farben, EL600 verschiedene Farben, Cynus T1, Cynus T2, Cynus T5, Cynus T6, Cynus T7, Cynus E1)
- Motorola (Moto G - XT1033, Moto G 2. Generation)
- Mustang Electronics (Mustang PHONEM1B-R Handy M31)
- Nokia/Microsoft (Autotelefon 6090, C1-00, C2-00, C2-03, C2-06, 101, 112, X2-02, 205, 206, 220 Dual SIM, 501, 515, Lumia 530 Dual-SIM, Lumia 630 Dual-SIM, Lumia 730 Dual-Sim, Lumia 435 Dual-Sim, Lumia 532 Dual-Sim, Lumia 535 Dual-Sim, Lumia 640 Dual-Sim, Lumia 640 XL Dual-Sim, Lumia 950 Dual-Sim, Lumia 950 XL Dual-Sim)
- OnePlus (OnePlus 2, OnePlus 3[1], OnePlus X, OnePlus 5, OnePlus 6)
- Oukitel Mix, U22, K7000, K4000, U15S, U16 Max, K10000, K6000
- Samsung (D780 Dual, D880 Dual, D980 Dual, B5702, B5722, C5212, C6112, B7722, S6802, S6102, S7562, C3322, I9060, S5 Duos, S5 Mini Duos, S6 Duos, Note 4 Duos, S7 Duos, S7 Edge Duos, S8 Duos, S8+ Duos, S9 Duos, S9+ Duos)
- Shiftphones (SHIFT5me, SHIFT6m, SHIFT6mq)
- Simvalley SX-330, XT-640, XT-680, XT-980 Android: SP-40, SP-60 GPS, SP-80, SP-100, SP-140, SP-142, SP-144, SP-360, SPX-5, SPX-8, SPX-12, SPX-24.HD, SPX-26, SPX-34, SPT-800, SPT-900
- Sony (Xperia tipo dual, Xperia M2 Dual, Xperia Z3)
- Timmy
- ThL W100, W200, 5000
- UhAPPy UP320, UP520, UP550, UP620
- UMIDIGI Z, Z1, G, Crystal, Diamond, C Note, Super, S2, Plus, Max, Touch
- Uniscope U1201
- UTime
- ViewSonic V350
- Wiko Darknight, Stairway, Rainbow, Highway Star, Highway Pure, Highway 4G, Highway Signs, RIDGE 4G
- Xiaomi Mi 6, Mi 5s, Mi 5s Plus, Mi 5[2], Mi 4[3], Max, Redmi 3s, Redmi 3 Pro, Mi 4S, Redmi 3, Redmi Note 3, Redmi Note 2, Redmi Note, MI Note
- Yulong (Coolpad 8166, Coolpad 728G2)
- Zopo ZP600+, ZP700, ZP980+, 3X
- ZTE S118, Blade S6, Axon 7